# Le Tube qui tue
Le Tube qui tue (France) ou Les Apprentis-gnochons (Québec) (Dude, Where's My Ranch?) est le 18e épisode de la saison 14 de la série télévisée d'animation Les Simpson.

## Synopsis
Lorsque Les Simpson se font accuser d'avoir chanté une chanson de Noël à l'avocat de M. Burns sans avoir payé de redevances à son auteur, Homer décide donc de composer lui-même une chanson en s'inspirant de la « stupidité » de Ned Flanders. La chanson devient très vite un tube, et lassée de l’entendre partout, la famille se réfugie dans un ranch éloigné de tout. Lisa est dans un premier temps sceptique sur ce lieu, mais elle rencontre un jeune garçon qui commence à lui plaire.